# Onze-Lieve-Vrouw-Tenhemelopnemingskerk (Kermt)

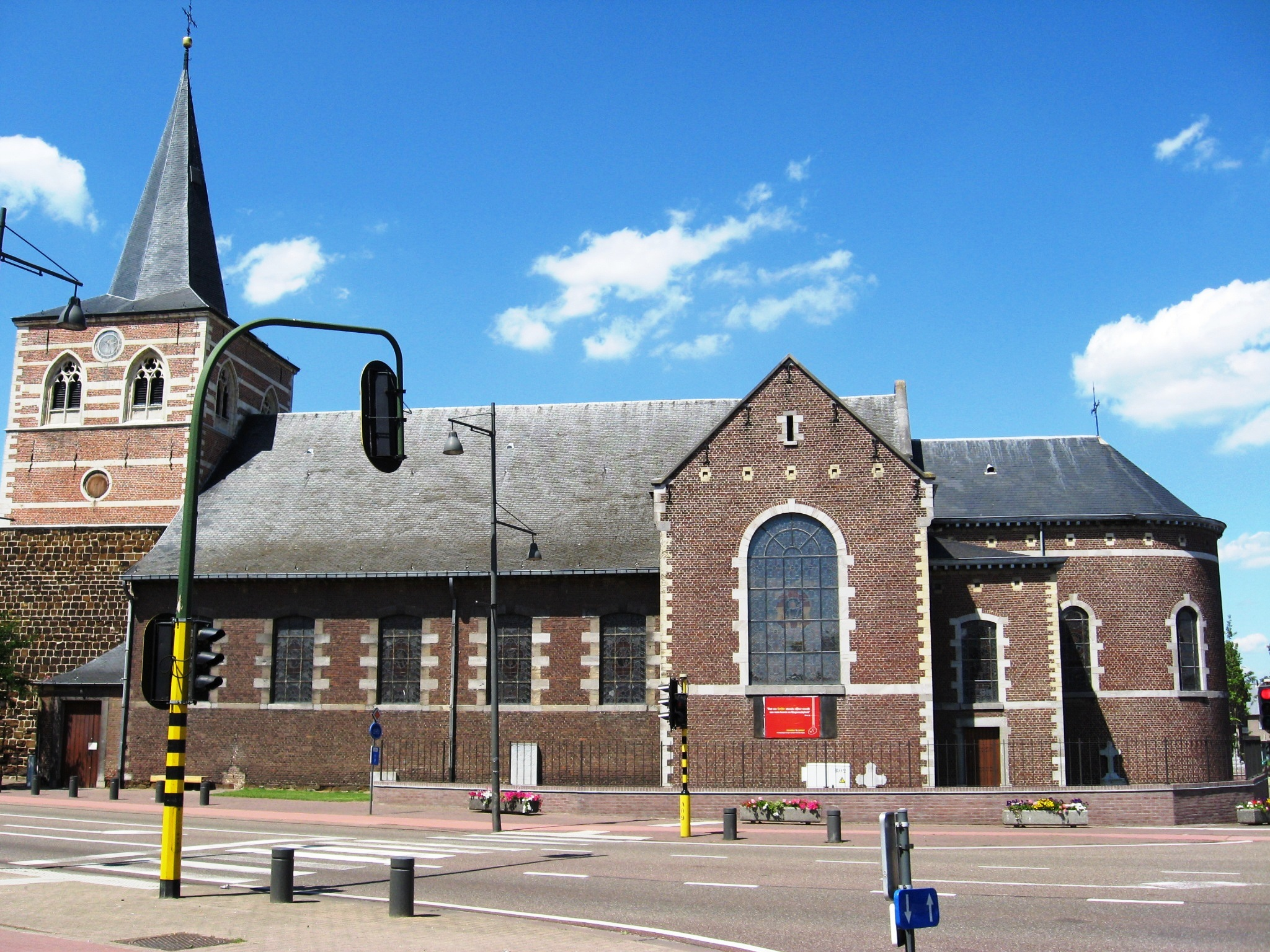
Onze-Lieve-Vrouw Tenhemelopnemingskerk

De Onze-Lieve-Vrouw Tenhemelopnemingskerk is de parochiekerk van Kermt, gelegen aan Diestersteenweg 210.

## Gebouw
De benedenste geleding van de robuuste vierkante, voorgebouwde toren is romaans, en uitgevoerd in ijzerzandsteen. Ze stamt van omstreeks 1220 en heeft twee lage steunberen. In 1514 werden hier gotische geledingen bovenop gebouwd in baksteen, met hoekbanden en sierlagen in mergelsteen. Op het einde van de 18e eeuw werden op de zuidkant, waar zich het portaal bevindt, twee ronde openingen gemaakt waarin het torenuurwerk en een zonnewijzer zijn geplaatst. De toren wordt gedekt door een ingesnoerde naaldspits.
Het schip van de pseudobasilicale kerk, in neoclassicistische stijl, werd in 1786 gebouwd door toedoen van abdis Augustine van Hamme van de abdij van Herkenrode. Architect was B. Digneffe. De kruisbeuken werden in 1911 toegevoegd naar ontwerp van Hyacinth Martens.

## Meubilair
Van belang zijn twee 18e-eeuwse schilderijen (Ecce Homo en Onze-Lieve-Vrouw), een gotisch calvarietafereel (begin 16e eeuw) en een 17e-eeuws Sint-Barbarabeeld. Verder laat-18e-eeuwse biechtstoelen, preekstoel, doksaal en communiebank. De twee reliekschrijnen zijn afkomstig uit de Abdij van Herkenrode.
Tegen de kerk staan enkele 18e-eeuwse grafkruisen. De beeldengroep Calvarie, H. Maagd Maria, Apostel Johannes is van de Meester van de Calvarie van Fize-le-Marsal.